# Танзания на летних Олимпийских играх 1980
Танзания принимала участие в Летних Олимпийских играх 1980 года в Москве (СССР) в четвёртый раз за свою историю, пропустив Летние Олимпийские игры 1976 года, и завоевала две серебряные медали. Сборную страны представлял 41 спортсмен (36 мужчин и  5 женщин). Это первые олимпийские медали сборной Танзании.

## Серебро
- Лёгкая атлетика, мужчины, 5000 метров — Сулейман Нямбуи.
- Лёгкая атлетика, мужчины, 3000 метров с препятствиями — Филберт Бэйи.